# McDonald and Giles
McDonald and Giles – album studyjny nagrany przez brytyjskich muzyków, byłych członków King Crimson, Iana McDonalda i Michaela Gilesa w maju, czerwcu i lipcu 1970, wydany w listopadzie 1970 przez wytwórnię Island Records (ILPS 9126) w Wielkiej Brytanii a w 1971 w USA i Kanadzie przez Cotillion Records (SD 9042). W pozostałych krajach album został wydany przez Atlantic Records.

## Okoliczności powstania albumu
Kiedy King Crimson latem i jesienią 1969 roku osiągnął międzynarodową sławę, szybkość tego procesu zaskoczyła wszystkich; zespół miał wypełniony kalendarz na rok 1970 (nagrania, koncerty, występy w mediach), a jego debiutancki album, In the Court of the Crimson King osiągnął sukces za Atlantykiem. Jednak atmosfera wewnątrz zespołu nie była najlepsza. Presja sukcesu przytłoczyła saksofonistę, flecistę i klawiszowca Iana McDonalda i perkusistę Michaela Gilesa. Obaj nie czuli się usatysfakcjonowani kierunkiem w jakim zmierza zespół, więc pod koniec amerykańskiego tournée postanowili go opuścić. Michael Giles był przez wielu uważany za najlepszego perkusistę swojego pokolenia, a styl jego gry definiował muzykę wczesnego King Crimson nadając jej oryginalny rytmiczny rys, za który zespół był wysoko ceniony .

Zrozumiałem, że godziny spędzone w samolocie i pokojach hotelowych to strata czasu. Nawet jeśli otrzymuje się za to sporo pieniędzy. 
Ian i ja uznaliśmy, że jesteśmy w stanie robić coś bardziej twórczego i interesującego.

McDonald zaś ze swej strony stwierdził, że obaj chcieli tworzyć muzykę tchnącą optymizmem, z tekstami opowiadającymi o sprawach dobrych i przyjemnych, a nie jak w King Crimson ponurą i przygnębiającą.
Natomiast według Roberta Frippa decyzja obu muzyków o opuszczeniu grupy King Crimson spowodowana była faktem, iż obaj w trakcie amerykańskiego tournée „zakochali się”. 16 grudnia 1969 McDonald i Giles po raz ostatni wystąpili w składzie King Crimson.
Po opuszczeniu King Crimson McDonald i Giles zaprosili do współpracy brata tego ostatniego, Petera, chcąc, w pewnym sensie, nawiązać do nagranego w 1968 roku albumu The Cheerful Insanity of Giles, Giles and Fripp zespołu Giles, Giles and Fripp. Nagrany materiał łączy w sobie pewne cechy charakterystyczne dla rocka progresywnego, jak długość i wielość sekcji, z lżejszym brzmieniem Giles, Giles & Fripp. Nagrany przez duet album bardzo różni się od In the Court of the Crimson King prezentując delikatne i kobiece brzmienie. Może być rozpatrywany jak The White Album w porównaniu do Sgt. Pepper’s Lonely Hearts Club Band, jeżeli odwołać się do przykładu The Beatles.
Rozkładana okładka albumu przedstawia dwóch muzyków z ich „kochankami”. Ówczesna dziewczyna McDonalda nazywała się Charlotte, zaś Gilesa – Stephanie, natomiast ich wspólne zdjęcie zostało wykonane przed ich apartamentem w Earl’s Court w Londynie.

## Historia duetu i albumu
Album po wydaniu nie odniósł zbyt wielkiego sukcesu komercyjnego, ale w kolejnych latach zyskiwał oddanych fanów . Brak oczekiwanych wpływów ze sprzedaży albumu spowodował jednak, iż muzycy podjęli decyzję o zakończeniu wspólnej działalności i pójściu własnymi drogami. McDonald związał się z zespołem Foreigner, a w 1974 roku pojawił się jako muzyk sesyjny King Crimson podczas nagrywania albumu Red. Później współpracował między innymi z zespołami T. Rex i Fruupp. Giles z kolei związał się z zespołem Jackson Heights, współpracował także jako muzyk sesyjny z Anthonym Phillipsem. Peter Giles natomiast zerwał z branżą muzyczną i powrócił do pracy w charakterze księgowego.
W latach 80. album McDonald and Giles został wydany jako CD. Obaj jego główni twórcy nie byli przy tym konsultowani, a album ostatecznie został wydany jedynie w Japonii. W marcu 1997 roku, gdy reaktywowano oryginalny skład King Crimson w związku z wydaniem 4-płytowego albumu koncertowego Epitaph, fani ustawicznie wypytywali McDonalda i Gilesa o możliwość reedycji ich albumu. W grudniu 2001 roku obaj muzycy spotkali się w Londynie, aby nadzorować proces remasteringu pierwotnego materiału muzycznego. Album ukazał się w 2002 roku. W tym samym roku obaj muzycy założyli razem z Peterem Gilesem, Melem Collinsem i Jakko Jakszykiem zespół 21st Century Schizoid Band, który na koncertach oprócz repertuaru własnego wykonywał utwory z wczesnego okresu działalności King Crimson oraz z albumu McDonald and Giles .

## Utwory

### LP
Zestaw utworów na wydawnictwie winylowym, wydanym w 1970 przez wytwórnię Island:
| 1. | „Suite in C” (tekst i muzyka: Ian McDonald) including: *„Turnham Green” *„Here I Am” and others[5] | 11:14 |
|    | |       |
| 2. | „Flight of the Ibis” (tekst: B. P. Fallon; muzyka: Ian McDonald) | 3:11  |
|    | |       |
| 3. | „Is She Waiting?” (tekst i muzyka: Ian McDonald) | 2:36  |
|    | |       |
| 4. | „Tomorrow's People - The Children of Today” (tekst i muzyka: Michael Giles) | 7:00  |
|    | |       |
| 5. | „Birdman” (tekst: Peter Sinfield; muzyka: Ian McDonald) involving: *„The Inventor's Dream (O.U.A.T.)”, *„The Workshop” *„Wishbone Ascension”, *„Birdman Flies!”, *„Wings in the Sunset”, *„Birdman - The Reflection”, | 21:22 |
|    | |       |
|    | | 45:23 |
|    | |       |

### CD
Zestaw utworów na płycie kompaktowej, wydanej 10 lipca 1989 roku w Japonii przez wytwórnię Atlantic:
| 1. | „Suite in C” including „Turnham Green” „Here I Am” and others | 11:21 |
|    | |       |
| 2. | „Flight of the Ibis” | 3:18  |
|    | |       |
| 3. | „Is She Waiting?” | 2:40  |
|    | |       |
| 4. | „Tomorrow's People - The Children of Today” | 7:00  |
|    | |       |
| 5. | „Birdman” involving „The Inventor's Dream (O.U.A.T.)”, „The Workshop” „Wishbone Ascension”, „Birdman Flies!”, „Wings in the Sunset”, „Birdman - The Reflection”, | 21:45 |
|    | |       |
|    | | 46:04 |
|    | |       |

### Opis

#### Suite in C
McDonald napisał ten utwór pomiędzy grudniem 1969 a lutym 1970 roku w Detroit, Los Angeles i Earl’s Court. Jak wspominał, inspiracji dostarczyła mu wiązanka krótkich piosenek z drugiej strony albumu Abbey Road zespołu The Beatles. Utwór jest przepojony zwiewnością i młodzieńczą euforią, charakteryzuje się stylistyczną zmiennością oraz improwizacjami. W “Turnham Green” na fortepianie i organach zagrał Steve Winwood .

#### Flight of the Ibis
Pierwotnie była to melodia do utworu „Cadence and Cascade”, napisanego przez McDonalda wiosną 1969 roku. Po rozpadzie King Crimson artysta opracował ją na nowo dodając tekst napisany przez przyjaciela, B. P. Fallona. Aranżując utwór McDonald i Giles inspirowali się muzyką zespołu The Band, którego miłośnikiem był Giles .

#### Is She Waiting
McDonald napisał utwór latem 1969 roku w Earl’s Court, w przerwach pomiędzy występami. Stwierdził, że utwór stanowi kontrast w stosunku do wykonywanych przez niego, dynamicznych „21st Century Schizoid Man” i „Mars”. Przyznał się do wpływu Paula McCartneya podczas pisania tekstu .

#### Tomorrow's People - The Children of Today
Utwór powstał w 1967 roku, jeszcze w czasach zespołu Giles, Giles and Fripp. W 1970 roku został poszerzony i na nowo zaaranżowany. Inspiracji do napisania go dostarczyły Gilesowi jego dzieci, Tina i Mandy; im też zadedykował utwór. Według muzyka przesłanie utworu stanowiła nadzieja, wiara i odwaga, niezbędne do zbudowania lepszego życia. I w tym utworze McDonald i Giles przyznali się do wpływu The Beatles, a zwłaszcza Johna Lennona. Giles komentując aktualność przesłania utworu po 32 latach, stwierdził, że choć w tym czasie na świecie miały miejsce pozytywne wydarzenia, jak zakończenie wojny wietnamskiej czy pokojowy rozpad niektórych systemów totalitarnych, to nadal istnieje zagrożenie dla światowego pokoju .

#### Birdman
Epicka suita „Birdman” wypełniła całą drugą stronę wydawnictwa analogowego. Utwór powstał głównie wiosną 1968 roku, a w 1969 roku był rozwijany pod kątem ewentualnego włączenia go do repertuaru King Crimson. Po odejściu z zespołu McDonald kontynuował pracę nad utworem, do którego tekst napisał Peter Sinfield. W 1970 roku doszła część zatytułowana „Flying”. Pisząc obszerną suitę McDonald zamierzał przedstawić doświadczenia człowieka pragnącego latać. Utwór został podzielony na szereg sekcji, a czynnikiem łączącym je w całość był czterotonowy motyw, pojawiający się na początku utworu i powracający kilkakrotnie w jego trakcie. Choć podczas występów w King Crimson McDonald był kojarzony z brzmieniem melotronu, to podczas pracy nad suitą „Birdman” postanowił z niego zrezygnować na rzecz ciepłego i specyficznego brzmienia rzeczywistej orkiestry. Zaprosił w tym celu do współpracy dawnego kolegę Mike’a Graya, który zaaranżował smyczki i instrumenty dęte zarówno w utworze „Birdman”, jak i w „Suite in C”. Ponieważ studio przy Basing Street, w którym nagrywano album, było małe, sesje orkiestrowe zarejestrowano oddzielnie, nagrywając najpierw smyczki, a potem instrumenty dęte. Orkiestrę pod batutą Graya McDonald i Giles obserwowali z pomieszczenia kontrolnego .

## Muzycy
- Ian McDonald: gitara, fortepian, organy, saksofony, flet, klarnet, cytra, śpiew
- Michael Giles: perkusja, instrumenty perkusyjne oraz różne przedmioty (butelka mleka, piłka ręczna, gwizdek ustny oraz pudełko orzechów), śpiew

Muzycy towarzyszący
- Peter Giles: gitara basowa
- Steve Winwood: organy, i fortepian solo w „Turnham Green”
- Michael Blakesley: puzon w „Tomorrow's People”

Pozostali
- Aranżacja smyczków i instrumentów dętych w „Birdman” i w „Suite in C” oraz dyrygowanie orkiestrą: Mike Gray
- Aranżacja i produkcja: Ian McDonald i Michael Giles
- Remastering: Simon Heyworth
- Tekst na okładce albumu: Sid Smith[6]